# Nycteris arge
Nycteris arge es una especie de murciélago de la familia Nycteridae.

## Distribución geográfica
Se encuentra en África occidental y África Central.